# 2017 a légi közlekedésben
Ez a lista a 2017-es év légi közlekedéssel kapcsolatos eseményeit tartalmazza.

## Események

### Január
- január 6. – Lövöldözés történik az amerikai egyesült államokbeli Fort Lauderdale–Hollywood nemzetközi repülőtéren. (A lövöldöző Esteban Santiago, aki 5 embert gyilkol meg és 8 embernek okoz sérülést.)[1]
- január 14. – Lezuhan a Thai Királyi Légierő egyik JAS 39 Gripen vadászrepülőgépe Hat Yai-ban. (A baleset során Dilokrit Pattavee százados életét veszti.)[2]

### Március
- március 29. – Egy Lutonból felszállt Eurocopter AS 355 Écureuil 2 típusú helikopter lezuhan a Rhinog-hegységben. (Öt fő életét veszti.)[3]

### Április
- április 7. – Gyakorlatozás közben, a nyugat-szerbiai Slatina közelében lezuhan a Szerb Légierő Super Galeb G-4-es kétüléses katonai oktató-repülőgépe. (A szerencsétlenségben mindkét pilóta életét veszíti.)[4]
- április 11. – Elkészül az 500. Eurofighter Typhoon a torinói Leonardo S.p.A.-nál. (Az ünnepi gép az Olasz Légierőhöz kerül.)[5]
- április 17.
  - Lezuhan az Orosz Légierő MiG–31-es típusú vadászrepülőgépe Tyelemba lőterén. (A hajózók sikeresen katapultálnak.)[6]
  - Portugáliában egy a helyi repülőtérről felszállt Marseillebe tartó kis repülőgép zuhan le a helyi Lidl áruházra Lisszabon közelében Tires-ben. (Öt fő életét veszti, közülük egy a földön tartózkodó személy.)[7]
- április 18. – Lezuhan egy rendőrségi helikopter a törökországi Tunceli tartományban. (12 fő életét vesztette. Köztük hét rendőr, egy bíró, a személyzet három tagja is.)[8]

### Május
- május 5.
  - A Görög Légierő kivonja a McDonnell Douglas RF–4E Phantom II felderítő repülőgépeit 39 évi szolgálat után.[9]
  - Elkészül az első F-35B helyből felszálló többcélú vadászrepülőgép az Olaszországi Cameriben. (Ez az első gép a típusból, melyet nem az Amerikai Egyesült Államokban gyártanak.)[10]
- május 10. – Felszállás közben lezuhan egy Bell 429 GlobalRanger típusú (OM-BYM) szlovák rendőrségi helikopter 200 méter távolságra a felszállás helyszínétől az Eperjesi repülőtéren. (A gépen tartózkodó Tűzoltó és Katasztrófavédelmi alakulat (HaZZ) tagjai közül kettő tűzoltó életét veszíti.)[11][12][13]
- május 13. – Egy Fuji FA-200 Aero Subaru típusú kisrepülőgép kigyullad és lezuhan Mostar közelében. (A gépen utazók közül 5 fő, köztük 3 gyermek életét veszíti.)[14][15]
- május 20. – A Spanyol Légierő kivonja az utolsó SA 330 Puma helikoptereit is a szolgálatból.[16]
- május 25. – Lezuhan a Flying Bulls Bell TAH 1F Cobra típusú (N11FX) helikoptere a tiroli Reutte-ban. (A gép pilótája sérülés nélkül megússza a balesetet.)[17][18]
- május 29. – A Görög Légierő 332. Repülőszázadának Mirage 2000EGM repülőgépe az Égei-tengerbe zuhan Skopeleos szigetének közelében, gyakorlatozás közben. (A pilóta sikeresen katapultál, egy kutató-mentő helikopter később felveszi.)[19]

### Június
- június 12. – A Román Légierő MiG–21-es vadászgépe lezuhan Kogalniceanu repülőtere közelében, lakott területen kívül. (A pilóta, Adrian Stancu őrnagy, sikeresen katapultál.)[20]

### Július

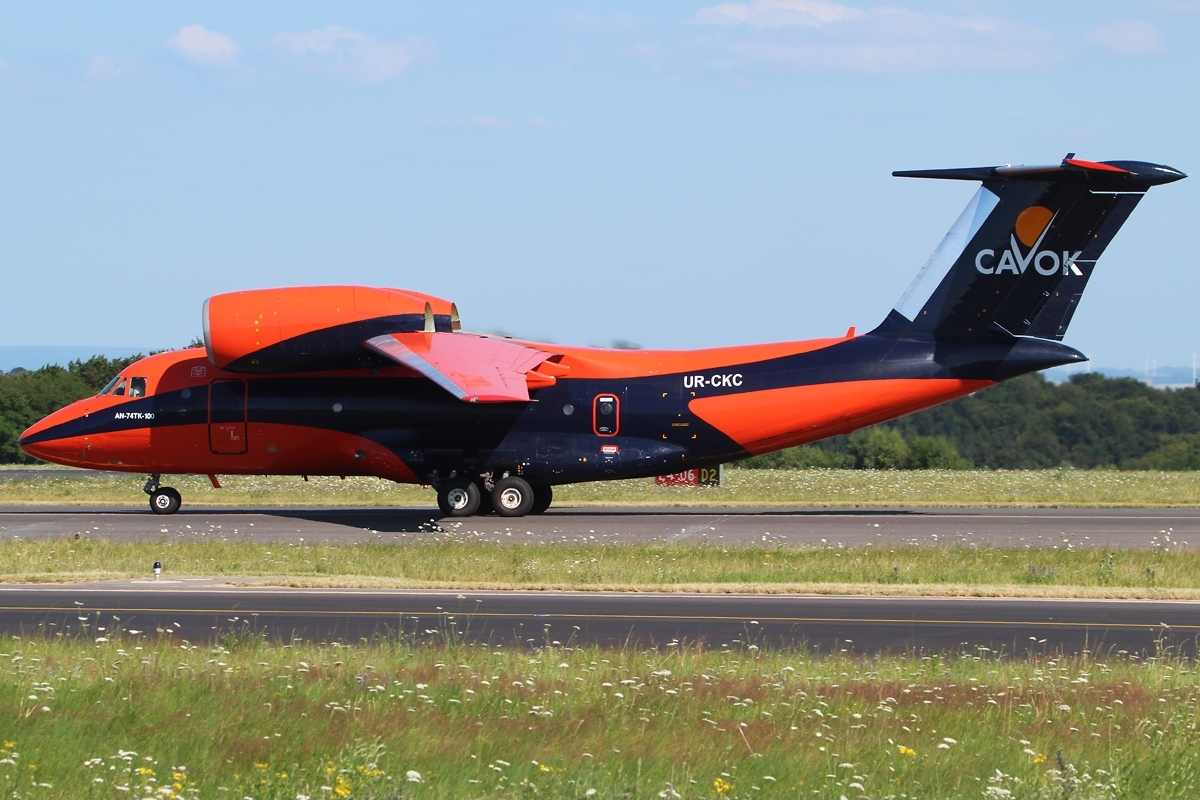
A CAVOK Air An–74TK–100-as teherszállító repülőgépe

- július 10. – Lezuhan az Amerikai Egyesült Államok Légierejének KC–130J-as légiutántöltő gépe egy Mississippi állam-beli szójaültetvényre. (A szerencsétlenségben 16 ember veszti életét.)[21]
- július 11. – Lezuhan az Iráni Légierő Szu–24-es vadászbombázója a Bakhtegan-tó közelében. (A személyzet sikeresen katapultál.)[22]
- július 19. – Egy kisrepülőgép lezuhan Laukaa közelében, Jyväskylä mellett. (A pilóta életét vesziti a balesetben.)[23]
- július 29. – A CAVOK Air UR-CKC lajstromjelű, An–74TK–100 típusú teherszállító repülőgépe a São Tomé-i nemzetközi repülőtéren felszállás közben madarakkal ütközik, emiatt meg kell szakítani a felszállást. A gépet azonban nem sikerül lefékezni a kifutópályán, így az túlfut és összetörik. (A gépet selejtezik, a személyzet több tagja szenved sérüléseket.)[24]
- július 31. – A Bolíviai Légierő kivonja az utolsó T–33 Shooting Starjait. Bolívia az utolsó aki még üzemelteti a típust.[25]

### Augusztus
- augusztus 5. – Az amerikai Légierő 265. légiszázadának MV–22 Osprey csapatszállító konvertiplánja balesetet szenved a USS Bonhomme Richard(wd) fedélzetén, Ausztrália partjainál. (A balesetben három tengerészgyalogos életét vesztette.)[26]
- augusztus 15. – Csődöt jelent az Air Berlin, Németország második legnagyobb légitársasága.[27]
- augusztus 23. – 16:00 körül (helyi idő szerint), a Hwange Nemzeti Park területén. Lezuhan a Zimbabwe Parks and Wildlife Management Authority (ZimParks) helikoptere. A balesetben senki sem sérül meg.[28]
- augusztus 27. – Lerakják a Magnus Aircraft pécsi gyárának alapkövét.(A gyár kompozit anyagokból épít kétüléses könnyűszerkezetű repülőgépeket, belső égésű és elektromos motorokkal)[29]

### Szeptember
- szeptember 13. – Lezuhan a Szaúdi Királyi Légierő Eurofighter Typhoon vadászgépe bevetés közben. (A gép egy hegynek ütközik, a pilóta életét veszti.)[30]
- szeptember 20. – Megnyílik az Airbus A330-asokat gyártó gyáregysége a kínai Tiencsinben.[31]
- szeptember 24. – Az Olasz Légierő Eurofighter Typhoon (MM7278/RS-23) vadászgépe a tengerbe csapódik a Terracinai légibemutató közben. (A pilóta, Gabriele Orlandi százados elveszti uralmát a gép felett, és a tengerbe csapódva életét veszti.)[32][33]
- szeptember 29. – Az amerikai Légierő MV–22 Osprey csapatszállító konvertiplánja lezuhant Szíriában. (A balesetben ketten megsebesültek, a sérült gépet a helyszínen megsemmisítették.)[26]

### Október
- október 10. – Az Orosz Légierő Szu–24 bombázója felszállás közben kisodródik a kifutópályáról és lezuhan a szíriai Hmeymim légitámaszponton. (A személyzet életét veszti.)[34]
- október 12. – A Spanyol Légierő Eurofighter Typhoon vadászgépe lezuhan a spanyolországi Albacete közelében a Madridi légibemutató alkalmával. (A pilótának nincs lehetősége a katapultálásra, életét veszti.)[35]
- október 14. – Felszállás közben lezuhan a Valan International An–26-os repülőgépe Abidjanban.
- október 17. – A Spanyol Légierő EF–18A vadászgépe felszállás közelében lezuhan a spanyolországi Torrejón de Ardoz légibázison. (A pilóta életét veszti.)[36]

### November
- november 15. – Ngorongoro Nemzeti Park. Egy Cessna Caravan repülőgép lezuhan. A balesetben 6 tanzániai, 2 amerikai, 2 német és 1 dél-afrikai (a gép pilótája) állampolgárságú személy, összesen 11 fő veszti életét.[37]
- november 22. – Filippínó-tenger. Az Amerikai Egyesült Államok Haditengerészetének C–2A Greyhound típusú szállító repülőgépe lezuhant. A gépen 11 fő utazott, közülük 8 főt kimentettek, 3 fő életét vesztette.[38]

### December
- december 9. 16:40 (helyi idő szerint), San Diego, Clairemont környezete. Egy kétmotoros, hatüléses, Beech BE36 Bonanza típusú repülőgép a fél mérföldre elhelyezkedő Montgomery repülőtérről felszáll, majd kényszerleszállást akar végrehajtani, ami közben egy családi házba csapódik. A gép két utasa életét veszti a balesetben, míg a pilótát és egy utast súlyos égési sérülésekkel kórházba szállítanak.[39][40]
- december 18. – A Lengyel Légierő egyik MiG–29 Fulcrum (“67” Blue) típusú vadászgépe leszállás közben a földbe csapódik a Minsk Mazowiecki Légibázis közelében. (A balesetet a gép pilótája kisebb sérülésekkel túléli.)[41]
- december 31. – 15:10 (helyi idő szerint), Hawkesbury folyó, Cowan közelében, Új-Dél-Wales állam. A Sydney Seaplanes légi közlekedési vállalat egyik DHC–2 Beaver Seaplane típusú, VH-NOO azonosítójú kétéltű repülőgépe Cottage Pointból Rose Bayre tartó útja közben a folyóba csapódik. A balesetben a gép pilótája, valamint öt brit állampolgár életét veszti.[42]

## Első felszállások

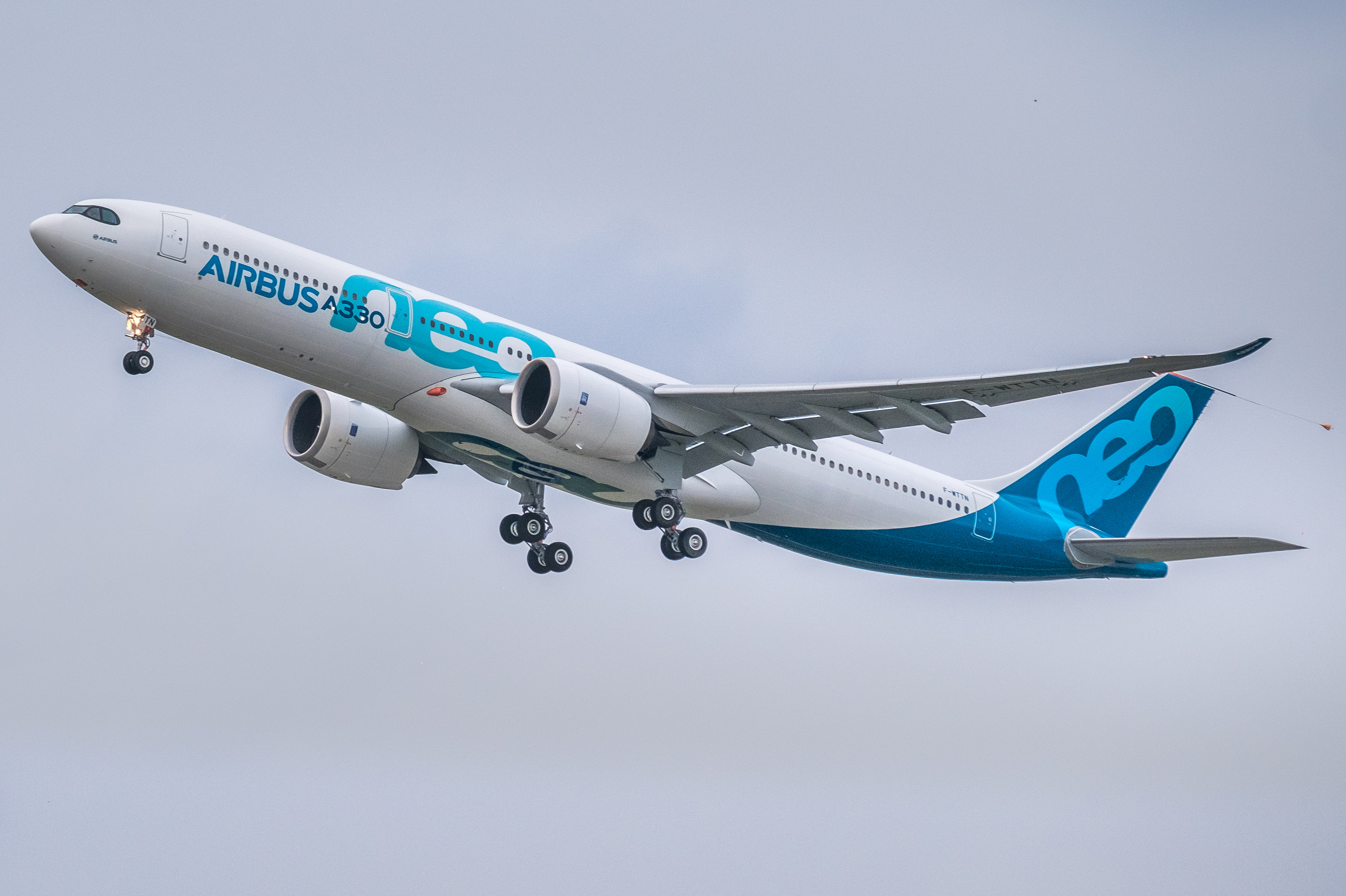
Airbus A330neo-900 első felszállás

### Február
- február 27. – Wing–Loong II drón[43]

### Március
- március 29. – Embraer E195-E2 (PR-ZIJ)[44]
- március 31.
  - Airbus A319neo (D-AVWA)[45]
  - Antonov/Taqnia An–132D (UR-EXK)[46]
  - Boeing 787–10 (N528ZC)[47]

### Április
- április 13. – Boeing 737 Max 9 (N7379E)[48]
- április 28. – JF–17B[49]

### Május

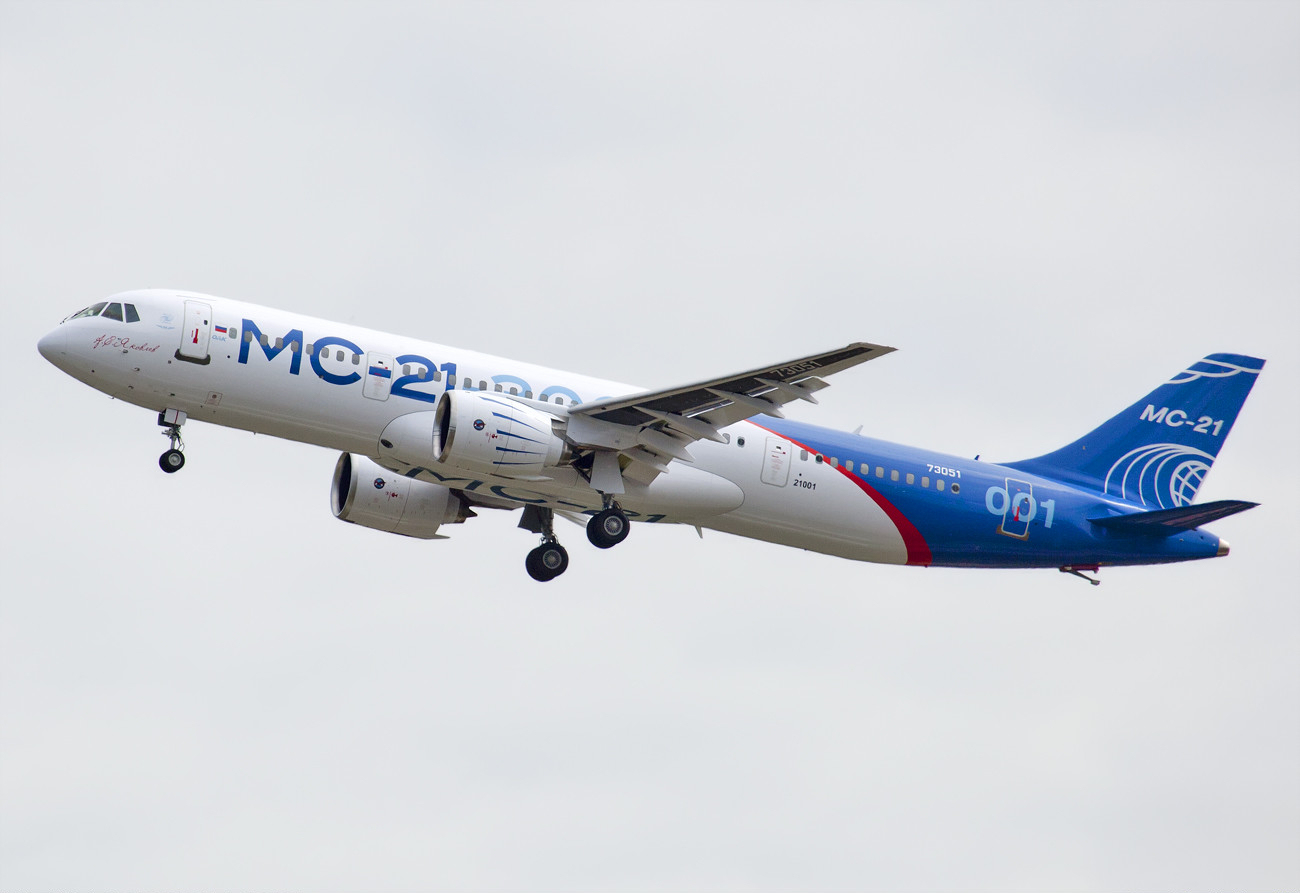
Az MC–21 első felszállása Irkutszkban

- május 7. – Dassault Falcon 5X (F-WFVX)[50]
- május 28. – MC–21–300 (73051)[51]

### Augusztus
- augusztus 10. – KAI T–50TH – A Thai Királyi Légierőnek gyártott harci-kiképzőgép első felszállása.[52]
- augusztus 15. – Airbus A320 – Az Amerikai Egyesült Államokban összeszerelt első Airbus első felszállása Mobile (Alabama)-ban[53]

### Szeptember
- szeptember 7. – Airbus A330 MRTT – Az Airbus "Phénix" légi utántöltőgépének prototípusa először száll fel Madridban[54]

### Október
- október 11. – Scaled Composites Model 401 (N401XP) – Az Scaled Composites egyhajtóműves kísérleti repülőgépe először emelkedett a levegőbe a kaliforniai Mojave-ban.[55]
- október 19. – Airbus A330neo (MSN1795) – Az Airbus A330–900 szélestörzsű utasszállítógépe, az A330neo család első tagja, először száll fel Toulouse-ban.[56][57]
- október 17. – F-35B Lightning II (BL-01) – Az első Olaszországban gyártott F-35B szűz repülése Cameri repterén.[58]

### November
- november 18. – Berijev A–100 (RF-78651) – Az orosz légtérellenőrző gép első felszállása Taganrogban.[59]